# شاليين (أين)
شاليين (بالفرنسية: Chaley)‏ هي بلدية فرنسية تقع في إقليم الأين في فرنسا. رمز إنسي لها هو:1076. أما الرمز البريدي لها فهو: 1230.